# 熊燦奎
熊燦奎，贵州贵阳人，清朝政治人物，同進士出身。
道光二十年（1840年）庚子恩科進士，三甲七十三名，后官四川安縣知縣。